# 阿野伸八
阿野 伸八（あの しんぱち、1949年7月27日 - 2023年7月23日）は、日本の俳優、声優。愛知県碧南市出身。
身長173cm。体重60kg。血液型はB型。以前はB-Boxに所属していた。同事務所でのレッスンの講師も担当していた。
趣味は大工仕事、特技はフライ・フィッシング。
2023年、死去。

## 出演作品

### 映画
- ghost dance ゴースト・ダンス（2006年） - 副担任 役

### テレビドラマ
- 私鉄沿線97分署 第83話「お手柄一転大チョンボ!?」（1986年） - 鶴岡クニオ 役
- とんぼ 第1話「アニキが帰ってきた街」（1988年）[3]
- 心中の構図 夫が私を殺そうとしている（1990年）
- 自主退学（1990年）
- 美少女仮面ポワトリン 第34話「尊敬されたカツパン」（1990年） - カツパン屋 役[3]
- 七人の女弁護士 第3シリーズ 第4話 「デートレイプ!? 密室で襲われた人妻の秘密…」（1993年）[3]

### バラエティ
- 紺野美沙子の科学館（リポーター）
- 東京リポート（リポーター）
- モーニングショー

### 舞台
- 雄蜂の玉座
- 女郎花
- 地下室の手記
- 美神の鏡
- 蛭子の栖
- 幻探偵
- 八百屋の犬
- 八岐大蛇〜倭王伝巻之弐
- 夢の浮橋
- 倭王伝〜車座の物夫達〜
- 我が名はレギオン
- 破提宇子
- 海神の社

### テレビアニメ
2005年
- うえきの法則（マリリンの父）

### ゲーム
2006年
- Quartett! 〜THE STAGE OF LOVE〜（候鳳海）

2011年
- 裸執事（溝口豊治）